# Landskapsposten
Landskapsposten är medlemstidning för Västmanlands-Dala nation i Uppsala. Tidningen grundades 1960 av bland andra Anders Harald Pers. Pers var senare länge redaktör för Vestmanlands Läns Tidning och är idag hedersledamot av studentnationen.